# 10160 Totoro
10160 Totoro eller 1994 YQ1 är en asteroid i huvudbältet som upptäcktes den 31 december 1994 av den japanska astronomen Takao Kobayashi vid Ōizumi-observatoriet. Den är uppkallad efter den fiktiva karaktären Totoro.
Asteroiden har en diameter på ungefär 3 kilometer och den tillhör asteroidgruppen Vesta.